# Hartmut Rohde
Hartmut Rohde (* 28. April 1966 in Hildesheim) ist ein deutscher Bratschist und Hochschullehrer für Viola an der Universität der Künste in Berlin.

## Leben

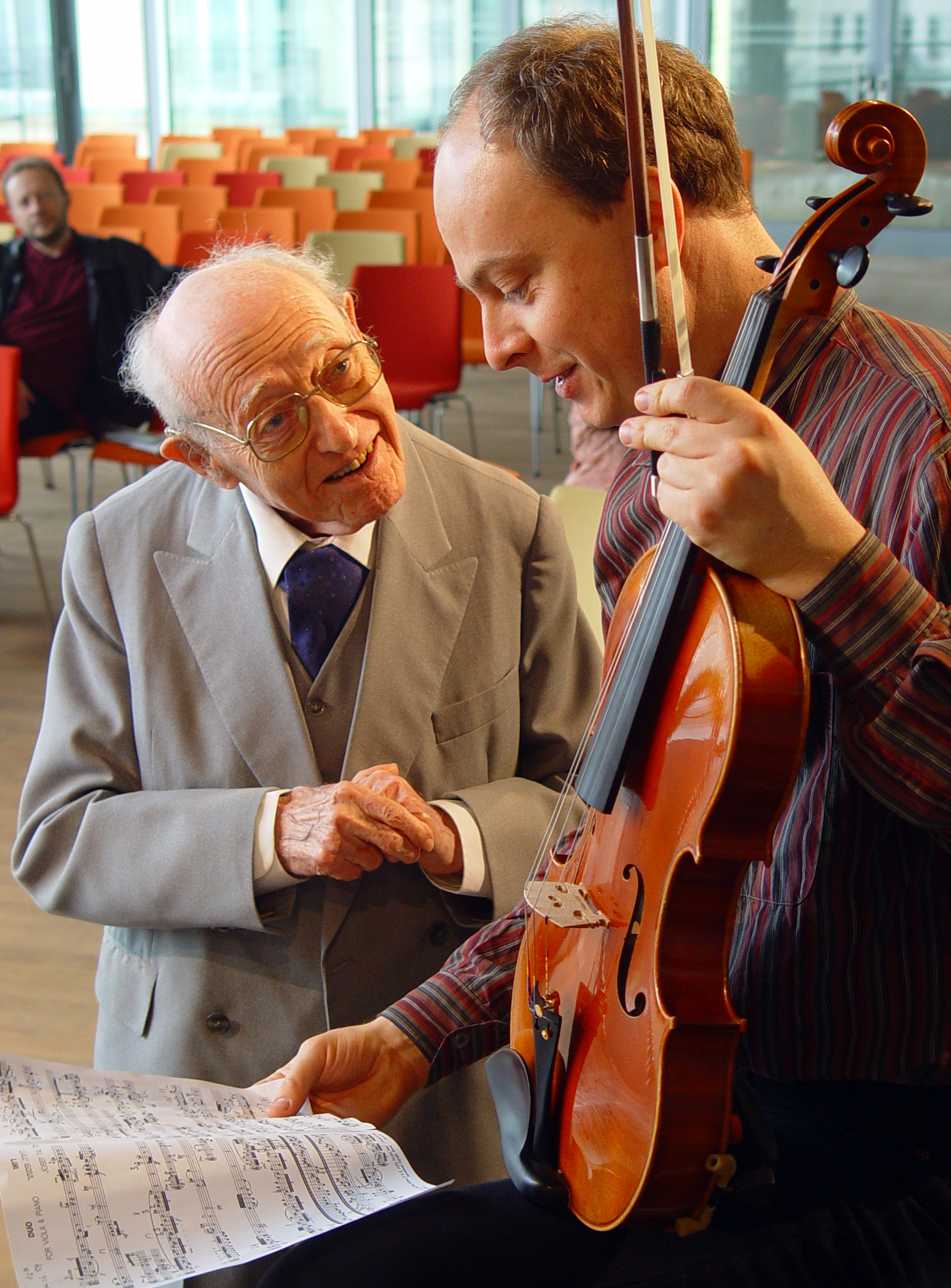
Rohde (rechts) mit dem israelischen Komponisten Josef Tal. Berlin 2005

Hartmut Rohdes musikalische Ausbildung begann mit dem ersten Violinunterricht in Celle. 1978 wechselte er zur Viola. 1985 bis 1993 studierte er bei Hatto Beyerle, dem ehemaligen Bratschisten des Alban-Berg-Quartetts, an der Hochschule für Musik und Theater Hannover. 1990 gewann er den Preis des Deutschen Musikwettbewerbs, 1991 wurde er Preisträger bei der Internationalen Naumburg Competition New York. Von 1998 bis 2012 war Rohde Gründungsmitglied des Kandinsky-Streichtrios. Seit 2000 ist er Mitglied des Mozart Piano Quartetts mit weltweiten Auftritten u. a. in New York, London Paris, Berlin, Sydney, São Paulo, Wien u. a. Im Jahr 1993 wurde er zum Professor an die Berliner Universität der Künste berufen. Seit 2001 unterrichtet er auch regelmäßig an der Royal Academy of Music in London, zu dessen Honorary Member er 2008 wurde. Hartmut Rohde gibt Meisterkurse im In- und Ausland, ist Kammermusikpartner von international renommierten Solisten und Ensembles wie David Geringas, Jörg Widmann, Jens Peter Maintz, Pascal Devoyon, Lauma Skride, Boris Pergamenschikow, Michael Sanderling, Janine Jansen, Christian Tetzlaff sowie dem Leipziger Streichquartett, dem Vogler-Quartett und dem Auryn Quartett. Er ist Mitglied im Berliner Solistenoktett und im Geringas Baryton Trio.
Als Solist und Kammermusiker gastiert er bei namhaften Festivals und tritt mit bekannten Orchestern wie der Staatskapelle Weimar, Orchester der Bonner Beethovenhalle, der Radiophilharmonie Hannover, dem Münchener Kammerorchester, der Philharmonie Litauen oder dem Nationalorchester Peking auf. Hartmut Rohde hat zahlreiche CDs veröffentlicht, unter anderem bei EMI, Decca, Sony BMG, Naxos oder auf dem deutschen Label Musikproduktion Dabringhaus & Grimm. Seine Studierenden bekleiden Positionen unter anderem bei den Berliner Philharmonikern, Münchner Philharmonikern, Semperoper Dresden sowie Ensemble intercontemporain oder Accademia Nazionale di Santa Cecilia Rom und sind Preisträger internationaler Wettbewerbe. Zu seinen ehemaligen Schülern zählen u. a. Julia Rebekka Adler, Sascha Frömbling, Yung-Hsin Chang, Martin von der Nahmer oder Joaquin Riquelme. Seit 2013 ist er als Dirigent verschiedener Kammerorchester tätig, u. a. dem Wroclaw Chamber Orchestra Leopoldinum.